# LaMonica Garrett
LaMonica Garrett (San Francisco, 23 mei 1975) is een Amerikaans acteur.

## Biografie
Garrett werd geboren in San Francisco, en zijn naam werd afgeleid van de quarterback Daryle Lamonica van de Oakland Raiders, waar zijn ouders fan van waren. Tijdens zijn highschooltijd was Garrett ook een actieve American footballspeler. In deze tijd verhuisde hij met zijn familie naar Los Angeles waar hij overstapte naar de Burbank High School in Burbank (Californië). Na zijn schooltijd bleef hij actief als footballspeler, maar kreeg ook de interesse in acteren en besloot later zijn carrière voort te zetten als acteur. 
Garrett begon in 2007 met acteren in de film Football Wives, waarna hij nog meerdere rollen speelde in films en televisieseries. 

## Filmografie

### Films
Uitgezonderd korte films.
- 2019 Primal - als John Ringer
- 2019 Clemency - als majoor Logan Cartwright
- 2016 XOXO - als Chopper
- 2016 Be Somebody - als Richard Lowe
- 2015 Mouthpiece - als Jason Spikes
- 2015 Untitled NBA Project - als Derek Gates
- 2015 Daddy's Home - als Marco (trainer van de Lakers)
- 2011 Transformers: Dark of the Moon - als hulpverlener van Morshower
- 2007 Football Wives - als footballspeler
- 2003 The Blues - als Ian

### Televisieseries
Uitgezonderd eenmalige gastrollen.
- 2023 Lioness - als Tucker - 8 afl.
- 2022 The Terminal List - als Bill Cox - 5 afl.
- 2021-2022 1883 - als Thomas - 10 afl.
- 2021 Delilah - als Casey - 6 afl.
- 2018-2020 Arrow - als Mar Novu / The Monitor - 9 afl.
- 2019-2020 Legends of Tomorrow - als Anti-Monitor / The Monitor - 2 afl.
- 2018-2019 The Flash - als Mar Novu / The Monitor - 4 afl.
- 2018-2019 Supergirl - als Mar Novu / The Monitor - 5 afl.
- 2016-2018 Designated Survivor - als Mike Ritter - 43 afl.
- 2016-2018 The Last Ship - als luitenant Cameron Burk - 15 afl.
- 2016 Black-ish - als Davis - 2 afl.
- 2015 The Hotwives of Las Vegas - als Adonis - 7 afl.
- 2015 Mr. Robinson - als Robert - 2 afl.
- 2011-2014 Sons of Anarchy - als hulpsheriff Cane - 17 afl.
- 2013 The Game - als Luke Rogers - 4 afl.
- 2012-2013 Mike & Molly - als James - 2 afl.
- 2012 Political Animals - als agent Clark - 3 afl.
- 2011 NCIS - als marinekapitein Craig Quincy - 2 afl.
- 2010 Dark Blue - als Chris - 2 afl.
- 2010 Hawthorne - brandweerman - 2 afl.

### Computerspellen
- 2019 Call of Duty: Modern Warfare - als sergeant Griggs
- 2011 Need for Speed: The Run - als racer / politieagent
- 2011 Fight Night Champion - als Andre Bishop

- Library of Congress Control Number: no2019025013
- Virtual International Authority File: 2268155105812576320005
- WorldCat: E39PBJktkQ9Rhhq9H8PFxCk4bd